# Uckermark
Uckermark es una región histórica en el noreste de Alemania, que se extiende a caballo entre el distrito de Uckermark de Brandeburgo y el distrito de Pomerania Occidental-Greifswald de Mecklemburgo-Pomerania Occidental. Su capital tradicional es Prenzlau.

## Geografía
La región lleva el nombre del río Uecker, que es un afluente del Óder; el nombre Uckermark significa "Marca del Uecker". El nacimiento del río está cerca de Angermünde, desde donde corre hacia el norte hasta Mecklemburgo-Pomerania Occidental. El río Óder, que forma la frontera entre Alemania y Polonia, limita la región al este. La parte occidental del parque nacional del Valle del Bajo Óder se encuentra en Uckermark.

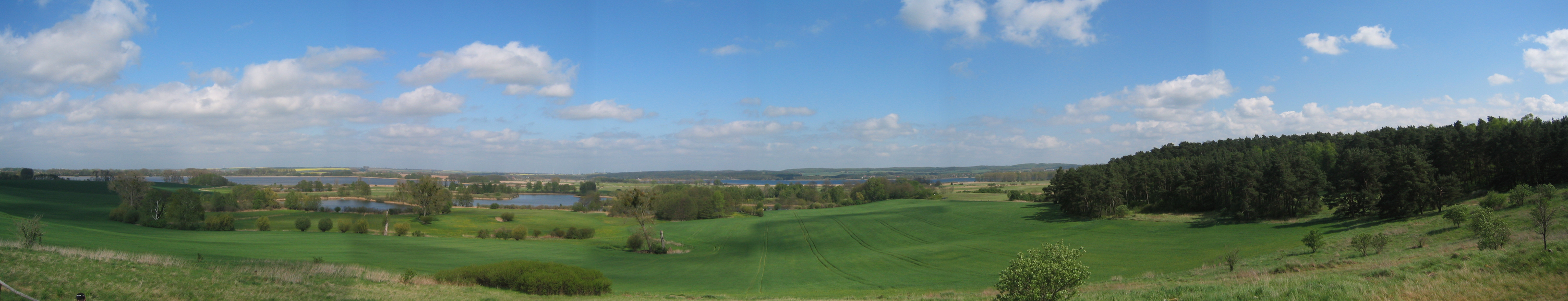
Vista del valle de Uecker, en Uckermark.

## Historia

### Historia temprana

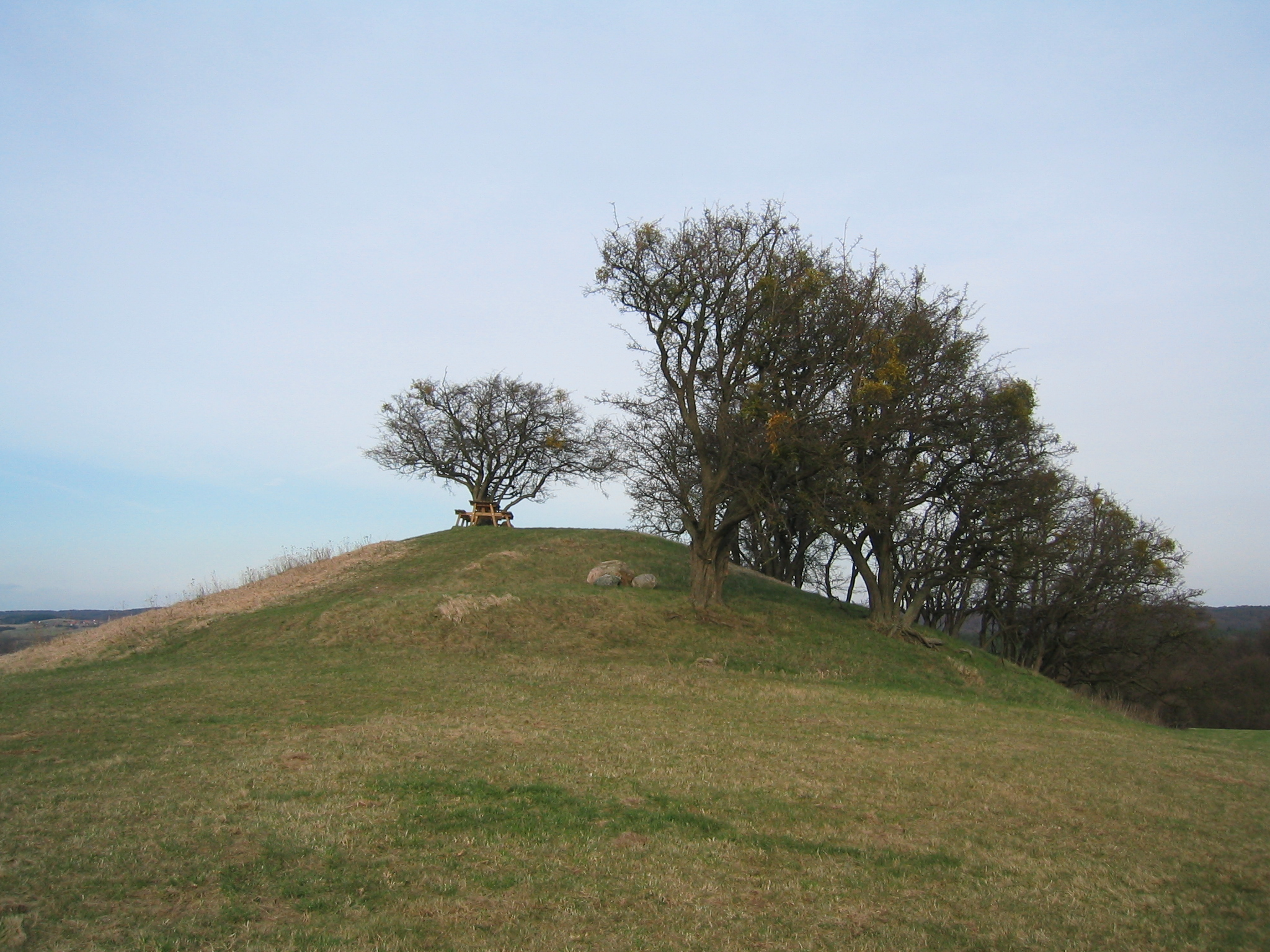
Tumba megalítica de la Edad de Bronce de Pechberg cerca de Vossberg.

En la Edad del Hielo, los glaciares dieron forma al paisaje de la región. Un cambio climático dejó una zona montañosa con varios lagos formados por el derretimiento del hielo, y los humanos comenzaron a asentarse en la zona. Surgieron culturas megalíticas, seguidas de culturas germánicas.

### Ucros, una tribu polabia

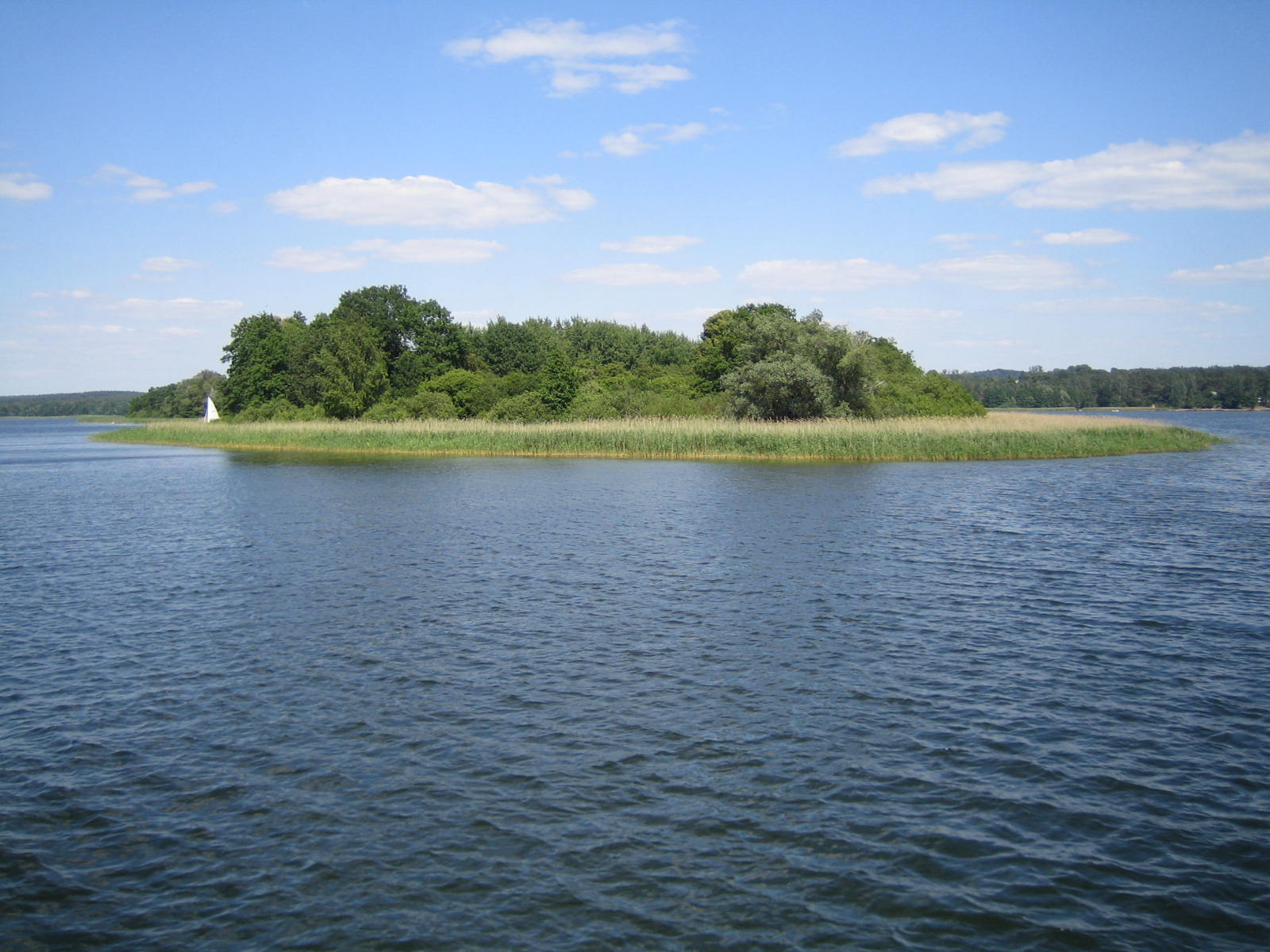
Burgwallinsel, isla ucra en el lago Oberucker.

Entre los siglos VI y XII, los eslavos polabos que emigraron desde Europa Oriental se trasladaron hacia el oeste, hasta la posterior Uckermark. Los eslavos que se asentaron en la terra U(c)kera (Uckerland, más tarde Uckermark) pasaron a ser conocidos como ucros (ukrani, ukranen, ukrer, ukri, vukraner). Su área de asentamiento se centró alrededor de los lagos Oberuckersee y Unteruckersee en el manantial del río Uecker. En esta región se establecieron burgos con un suburbio protourbano en Drense y en una isla en el lago Oberuckersee (cerca de la actual Prenzlau).
En 954, el margrave Gerón I de la Marca Sajona Oriental (la marca Geronis), ayudado por el yerno del emperador del Sacro Emperador Romano Germánico Otón I, Conrado de Lorena, lanzó una exitosa campaña para someter a los ucros, que habían llegado al alcance del Imperio después de la batalla de Lenzen en 929. Después de la revuelta de los abodritas y liutizianos en 983, la zona volvió a independizarse, pero permaneció bajo presión militar permanente, especialmente de Polonia y el Sacro Imperio Romano Germánico.

### Pomerania, Ostsiedlung
En 1172, los duques de Pomerania, vasallos del Ducado de Sajonia, más tarde del Sacro Imperio Romano Germánico, controlaron la zona. En el transcurso de la Ostsiedlung medieval, los ucros fueron cristianizados y germanizados por los sajones, quienes fundaron monasterios, castillos y ciudades; la herencia eslava se refleja en las numerosas ciudades de la región cuyos nombres terminan en "-ow " y " -in ". Los primeros centros del territorio fueron el monasterio premonstratense de Seehausen (Gramzow) y la ciudad de Prenzlau, desarrollado y concedido derecho municipal alemán por Barnim I, duque de Pomerania, en 1234. Tanto la ciudad central como el monasterio central se construyeron junto a los antiguos burgos centrales ucros.

### Pomerania y Brandeburgo luchan por el dominio
El Margraviato de Brandeburgo, que tenía derechos sobre el Ducado de Pomerania, se expandió hacia el norte desde la década de 1230, arriesgándose mientras la Casa de Pomerania estaba debilitada. En el Tratado de Landin de 1250, Barnim I concedió Uckermark a Juan I y Otón III, margraves ascanios de Brandeburgo. Después de la extinción de los ascanios, los duques de Pomerania recuperaron algunas regiones fronterizas. Mecklemburgo avanzó hacia Uckermark, pero perdió sus ganancias en una guerra de 1323 con Brandeburgo. En la guerra entre Pomerania y Brandeburgo de 1329 a 1333, Pomerania pudo derrotar a Brandeburgo en Kremmer Damm. En los años siguientes, el control de Uckermark fue disputado por Brandeburgo, Mecklemburgo y Pomerania.

### Brandeburgo
La primera Paz de Prenzlau del 3 de mayo de 1448 estableció el control de Brandeburgo sobre la mayor parte del territorio, excepto la región norte de Pasewalk y Torgelow, que permanecería en Pomerania y ya no se considera parte de Uckermark. Aunque se libró otra guerra entre Brandeburgo y Pomerania en la zona en la década de 1460, la posesión de Brandeburgo de la mayor parte de Uckermark se confirmó nuevamente en una segunda Paz de Prenzlau el 30 de julio de 1472, que fue renovada el 26 de junio de 1479.

### Prusia y asentamiento hugonote
Uckermark pasó a formar parte de Brandeburgo-Prusia en 1618, pero fue devastada durante la guerra de los Treinta Años. Federico Guillermo, el gran elector, invitó a un gran número de hugonotes franceses a reubicarse en el Uckermark y sus otros territorios al anunciar el Edicto de Potsdam. Estos hugonotes ayudaron a desarrollar la economía y la cultura de Uckermark. En 1701 el territorio pasó a formar parte del Reino de Prusia.
En 1815, después de las guerras napoleónicas, Uckermark pasó a formar parte de la provincia prusiana de Brandeburgo. Anteriormente dividido en las unidades administrativas Uckerkreis y Stolpirischer Kreis, en 1817 se creó un tercer distrito en la zona, el distrito de Angermünde, y los otros dos distritos pasaron a llamarse Prenzlau y Templin.

### Después de la Segunda Guerra Mundial
Uckermark fue un campo de batalla durante la Segunda Guerra Mundial y muchas de sus ciudades sufrieron graves daños. Como parte de Alemania del Este después de la guerra, Uckermark se dividió entre los distritos de Neubrandenburg y Frankfurt (Óder) . Con la reunificación alemana en 1990, la mayor parte de Uckermark votó a favor de formar parte del restaurado estado de Brandeburgo, con la excepción de la pequeña región de Estrasburgo que pasó a formar parte de Mecklemburgo-Pomerania Occidental.